# Ида (приток Бодвы)
Ида (словац. Ida) — река в Словакии, протекает по Кошицкому краю. Левый приток Бодвы. Длина реки — 51,52 км. Площадь водосборного бассейна — 380,654 км². Код реки — 4-33-01-137.
К левому берегу Иды прилегает пригород Кошице.

## Притоки
По порядку от устья:
- Konotopa (лв)
- Čečejovský potok (пр)
- Rovný kanál (пр)
- Cestický potok (пр)
- Ružový potok (лв)
- Perínsky kanál (лв)
- Gombošský kanál (лв)
- Ortovský potok (пр)
- Šacký kanál (лв)
- Idiansky potok (лв)
- водохранилище Pod Bukovcom
- водохранилище Bukovec
- Horský potok (лв)
- Hlboký potok (лв)
- Rieka (лв)
- Idčiansky potok (лв)[3]